# Telothyria illucens
Telothyria illucens là một loài ruồi trong họ Tachinidae.